# Jan Pauly (kněz)
Jan Křtitel Pauly (24. června 1869, Pelhřimov – 20. prosince 1944, Zásmuky) byl český římskokatolický kněz, znalec církevního práva, autor praktických příruček pro úřední činnost duchovenstva, znalec a milovník umění, apoštolský protonotář a nesídelní kanovník staroboleslavské kapituly. Jeho kněžská dráha je spjata s pražským Smíchovem, kde se v roce 1928 stal prvním arciděkanem a kde také za dobu svého působení rozvinul bohatou veřejnou činnost.

## Život
Kněžské svěcení přijal v roce 1892. Jako kaplan působil ve Stříbře a od roku 1896 na Smíchově, kde se později (ještě před první světovou válkou) stal i farářem. Ještě jako kaplan začal publikovat. Důležitou část jeho prací tvoří praktické příručky z oblasti církevní administrativy, ve kterých osvědčil vynikající znalost jak kanonického, tak konfesního práva; touto osvětovou činností navázal na publikaci Klementa Borového Úřední sloh církevní – příručná kniha praktického úřadování pro katolické duchovenstvo. Obsah Paulyho stěžejního díla Právní rádce pro duchovní správu v Čechách, na Moravě a ve Slezsku z roku 1902 o 1317 stranách vyjadřuje výstižně jeho podtitul Systematický soubor církevních a státních zákonů, nařízení, rozhodnutí, norem a příslušných formulářů s praktickým návodem pro duchovní správu. Pauly dále psal např. knihy o společenském chování pro duchovní (Jak se máme chovati? - Společenský a pastorační katechismus pro duchovenstvo)
Už krátce po svém příchodu na Smíchov založil pro tamní farníky katolický spolek. Dne 13. června 1897 vedl ze Smíchova pouť na Svatou Horu, kde měl také kázání, za účasti velkého počtu věřících, kteří obsadili 22 železničních vagónů. V roce 1900 založil měsíčník Věstník katolického duchovenstva, který pak redigoval. Od roku 1900 byly na Smíchově ochotnicky hrány jeho pašijové hry, vydané též tiskem, které se pak hrály občasně i jinde až do druhé světové války. Stal se členem Jednoty katolického duchovenstva, založené v roce 1902, a po úmrtí Tomáše Střebského v roce 1905 i jejím předsedou v Čechách. Byl rovněž redaktorem měsíčníku Čechie, který vycházel v letech 1902–1904.

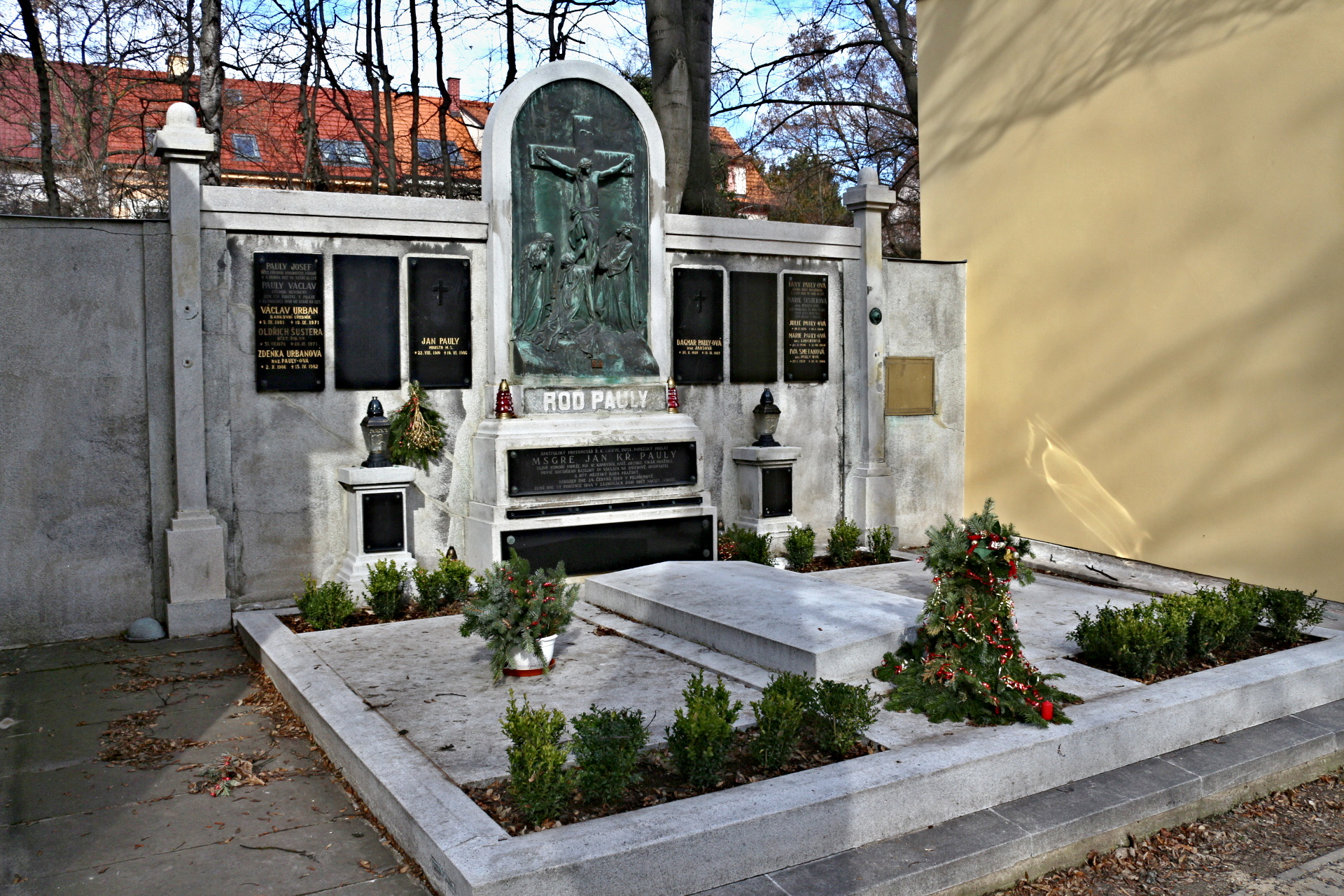
Hrob Jana Paulyho v rodinné hrobce na hřbitově Malvazinky

Za obou světových válek se snažil zabránit rekvizici zvonů smíchovského kostela, avšak marně. Po roce 1920 se postavil snahám představitelů Československé církve zabrat kostel sv. Václava na Smíchově. Za německé okupace navíc hájil další národní zájmy a finančně podporoval domácí odboj. V roce 1942 byl spolu s dalšími kněžími internován ve františkánském klášteře v Zásmukách, kde o dva roky později zemřel. Pohřben je v rodinném hrobě na hřbitově v pražských Malvazinkách.

## Dílo
- Jan Křtitel Pauly: Jak jest to přece s těmi zázraky v Lúrdech?, Václav Kotrba, Praha 1892
- Jan Křtitel Pauly: Zázraky ve světle zdravého rozumu, Katolický spolek tiskový, Praha 1893
- Jan Křtitel Pauly: Státní předpisy o poplatku štolovém pro Čechy, Moravu a Slezsko, Václava Kotrby vdova, Praha 1895
- Jan Křtitel Pauly: Červení a černí – Kdo kopal národu českému „národní a církevní hrob“?, Václav Kotrba, Praha 1895
- Jan Křtitel Pauly: Praktické pokyny o štole, Václav Kotrba, Praha 1898
- Jan Křtitel Pauly: Památník města Smíchova vydaný k jubileu padesáté ročnice vlády Jeho Ap. Veličenstva císaře Františka Josefa I., krále českého, vlastním nákladem, Praha 1898
- Jan Křtitel Pauly: Populární úvod do sociální otázky, Václav Kotrba, Praha 1899
- Jan Křtitel Pauly: Politický katechismus pro náš lid, vlastním nákladem, Praha 1899
- Jan Křtitel Pauly, František Picka: Vánoční hry představující biblické události z doby narození Ježíše Krista v sedmi živých obrazech a pěti dějích, Jan Kotík, Praha 1900
- Jan Křtitel Pauly: Světlo v temnotách – rozhledy po nejdůležitějších časových otázkách, Václav Kotrba, Praha 1900